# You Rang, M'Lord?
You Rang M'Lord? är en brittisk TV-serie av Jimmy Perry och David Croft, skapare av Krutgubbar, It Ain't Half Hot Mum och Hi-de-Hi! Serien spelades åren 1990-1993 i BBC (pilotavsnittet hade dock visats redan 1988). Serien var en komedi som utspelat sig i en aristokratisk familj i 1920-talets London.